# Карам (родовище)
Карам — газонафтове родовище на заході Єгипта. Належить до басейну Абу-Ель-Гарадік.
Родовище, яке спершу позначили GPAA, виявила у 1980-х роках єгипетська державна General Petroleum Company. Втім, тоді не змогли правильно оцінити розмір відкриття і за два десятиліття по тому воно опинилось на концесійному блоці, інвесторами для якого виступили контрольована грецькими бізнесменами Vegas Oil and Gas та французька Gas de France Suez. В 2007-му на структурі спорудили свердловину Karam-1, яка досягнула глибини у 5027 метрів та висвітлила існування родовища, що увійшло до п'ятірки найбільших в історії басейну Абу-Ель-Гарадік.
В 2010-му до проєкту приєднався нафтогазовий гігант Shell, який придбав 40 % участі, тоді як за Vegas Oil  та GDF залишились 35 % та 25 % відповідно. За усталеним в Єгипті порядком, розробка відкритих за участі іноземних інвесторів родовищ провадиться через спеціально створені компанії-оператори. Для родовища Ал-Ассіл такою компанією виступила PetroAlam, при цьому після входження у проєкт Shell фактично роботи провадить компанія-оператор останньої Badr Eldin Petroleum Company (BAPETCO), тоді як через PetroAlam продовжується фінансування проєкту.
Основні ресурси вуглеводнів родовища представлені неасоційованим газом з формації Харіта, яка виникла на межі нижньої та верхньої крейди (альбський та сеноманський яруси) та залягає на глибині 4860 метрів. На порядок менші обсяги газу знаходяться у відкладеннях верхньої крейди, в формаціях Абу-Роаш (горизонт G, що належить до сеноману або турону) та Бахарія (сеноман). Певні обсяги нафти відкриті у формації Абу-Роаш (горизонти C та E, які належать до туронського ярусу). Станом на кінець 2019 року видобувні запаси оцінювались у 25 млрд м3 газу та 10,2 млн барелів рідких вуглеводнів.
Повномасштабний видобуток на Карам почали у 2014 році, при цьому для видачі продукції проклали дві нитки газопроводу довжиною по 27 км з діаметром 300 мм. Вони досягають виробничого майданчика родовища BED-3 (звідси до узбережжя Середземного моря прямують газо- та нафтопроводи, які обслуговують цілий ряд родовищ басейну Абу-Ель-Гарадік), де спорудили спеціальний блок вилучення двоокису вуглецю, оскільки продукція Карам містить біля 10 % цього газу.
Станом на кінець 2019 року накопичений видобуток з Карам досягнув 7 млрд м3 газу та 0,5 млн барелів рідких вуглеводнів.
Враховуючи стрімке падіння видобутку газу на сусідньому родовищі Ал-Ассіл, запланували частково залучити газопровід від Ал-Ассіл для транспортування продукції Карам. Водночас в межах подальшої розробки Карам планувалось пробурити 8 свердловин на Харіту та 6 свердловин на газові поклади Абу-Роаш та Бахарії (станом на 2019 рік видобуток провадили через 6 свердловин).